# 群馬県道49号藤木高崎線
群馬県道49号藤木高崎線（ぐんまけんどう 49ごう ふじきたかさきせん）は、群馬県富岡市藤木から高崎市へ至る県道（主要地方道）である。

## 概要
富岡市北東部の小野地区から高崎市街地南西の丘陵地帯（通称：観音山）を右左折を繰り返して越え、碓氷川左岸に出る。その後は観音山麓の住宅街を抜け、方向を変え烏川を和田橋で渡って高崎城跡を通り終点へと至る。
高崎市街地付近では対岸の住宅街への数少ないアクセス路となっており、朝夕を中心に混雑している。特に国道17号と交差する和田橋交差点は群馬県内で最も渋滞長が長かったため、国道17号の本線を地下化する工事（高松立体事業）が進められ、2007年度に開通した。
終点付近は終点から起点方向への一方通行となっている。

### 路線データ
- 起点：富岡市藤木字新井52番の1[2]（群馬県道10号前橋安中富岡線交点〈藤木交差点〉）
- 終点：高崎市連雀町（群馬県道25号高崎渋川線交点〈連雀町交差点〉）[注釈 1]

## 歴史
- 1959年（昭和34年）9月18日：群馬県より現・道路法に基づき、一般県道藤木高崎線（富岡市藤木 - 高崎市赤坂町、整理番号184）が路線認定される[3]。
  - 同日、前身路線にあたる県道高崎富岡線（高崎市 - 富岡市、整理番号144）が路線廃止される[4]。
- 1993年（平成5年）5月11日：建設省から、県道藤木高崎線が藤木高崎線として主要地方道に指定される[5]。
- 1994年（平成6年）4月1日：主要地方道指定に伴い、群馬県より県道路線認定に関する告示（昭和34年群馬県告示第324号）の一部が改正され、藤木高崎線（整理番号75）となる[6]。

## 道路施設
- 和田橋（烏川、高崎市八千代町一丁目 - 高崎市高松町)

## 地理

### 通過する自治体
- 富岡市
- 高崎市

### 交差する道路
- 群馬県道10号前橋安中富岡線（起点）
- 群馬県道171号吉井安中線（多野郡吉井町上奥平）
- 国道17号 高崎バイパス（高崎市高松町・和田橋交差点）
- 群馬県道29号あら町下室田線（高崎市高松町・保健福祉事務所前交差点）
- 群馬県道25号高崎渋川線（終点）